# Rhaphidophora crassicaulis
Rhaphidophora crassicaulis — вид квіткових рослин із родини Araceae, роду Rhaphidophora. Це ліана, рідним ареалом якої є Китай (Юньнань, Гуансі), Лаос, Тибет, В'єтнам.

## Екологія
Населяє густі тропічні ліси, росте на деревах або над камінням.

## Опис
Ліана. Гілки стиснуті, до 3 см у діаметрі, міжвузля короткі. Листова пластинка яйцювата в контурі, 30–55 × 22–36 см, шкіряста, основа тупа, верхівка гостра, перисто-розділена; пір'я по 6–10 або більше на кожному боці. Суцвіття верхівкові на бічних гілках, поодинокі, прямовисні. Початок сидячий, білий, циліндричний, 10–17 см, 2–2.5 см в діаметрі при основі. Зав'язь циліндрична, 6-8 × ≈ 2 мм.